# 윤슬기의 시사Q
《윤슬기의 시사Q》는 대한민국의 TV조선의 시사 프로그램이다.

## MC소개
- 윤슬기

## 타이틀 변천사
- 현재 타이틀은 2016년 2월 10일을 기준으로 한다.

| 기수 | 타이틀                  | 방송 기간                                                                           |
| ---- | ----------------------- | ----------------------------------------------------------------------------------- |
| 1기  | 돌아온 저격수다         | 시즌 1: 2013년 4월 17일 ~ 2014년 4월 19일 시즌 2: 2014년 4월 20일 ~ 2015년 5월 31일 |
| 2기  | 정치부장 이하원의 시사Q | 2015년 6월 1일 ~ 2016년 2월 5일                                                     |
| 3기  | 윤슬기의 시사Q          | 2016년 2월 10일 ~ 2017년 3월 31일                                                   |

## 경쟁 프로그램
- 정치 데스크 (채널A)
- 사건반장, JTBC 정치부회의 (JTBC)
- 4시 뉴스집중, KBS 뉴스 5 (KBS 1TV)
- 뉴스 BIG 5, 뉴스 & 이슈 (MBN)
- MBC 뉴스 M, MBC 이브닝 뉴스 (MBC)
- 주영진의 뉴스브리핑 (SBS)
- OBS 뉴스타임 (OBS)